# San Lucido
San Lucido est une commune de la province de Cosenza, dans la région de Calabre, en Italie.

## Administration
| Période                                  | Période | Identité | Étiquette | Qualité |
| ---------------------------------------- | ------- | -------- | --------- | ------- |
|                                          |         |          |           |         |
| Les données manquantes sont à compléter. |         |          |           |         |

### Hameaux
Pollella, Marina, Deuda, Puppa

### Communes limitrophes
Falconara Albanese, Paola, Rende, San Fili

## Personnalités nées à San Lucido
- Antonio Amendola
- Fabrizio Dionigi Ruffo
- Nicola Simbari